# Gösta Wikforss

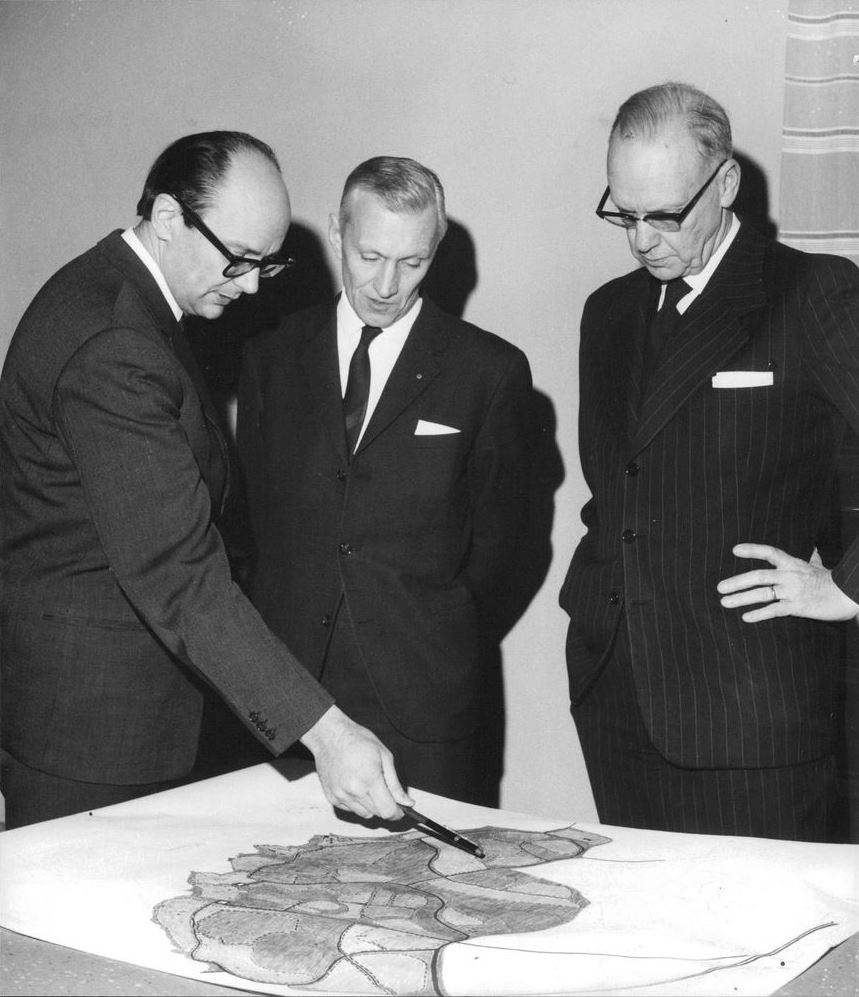
Wikforss visar stadsplanen för Sigtuna för bokhandlare Sven Elfström och t.f. rektor Sten Ljunggren.

Gösta Wikforss, född 4 april 1922 i Nässjö, Jönköpings län, död 26 oktober 2001 i Alsike, Uppsala län, var en svensk arkitekt.
Wikforss studerade till arkitekt vid Kungliga Tekniska högskolan och examinerades därifrån 1948. Han blev biträdande stadsarkitekt i Uppsala 1949 och var tillförordnad stadsarkitekt där 1953–1956. Han arbetade då tillsammans med stadsarkitekten Gunnar Leche och var verksam vid utbyggnaden av stadsdelarna Tunabackar och Salabacke. 1956 utsågs han till stadsarkitekt i Lidingö. Från 1959 var han stadsarkitekt i Sigtuna, men bosatte sig i Uppsala där han hade eget arkitektkontor. Han utarbetade generalplanen för Uppsala kommun som bildades vid kommunreformen 1971. Sonen Örjan Wikforss var kompanjon i företaget 1979–1990. Som arkitekt anlitades Gösta Wikforss runt om i Sverige.

## Utförda arbeten (urval)
- Sankt Ansgars kyrka, Uppsala och studentbostadshusen Ansgarsgården, 1959-60, utbyggnad av kyrkan 1997.
- Waldenströmska studenthemmet, Uppsala, 1959
- Katedralskolan i Uppsala, tillbyggnad, 1960-1971
- Praktiska realskolan och Fyrisskolan i Uppsala, tillbyggnad, 1960
- Stillhetens kapell, på Gamla kyrkogården, Uppsala, 1961
- Radhus i Norby, Uppsala, 1961-62
- Uppsala hemsysterskola, 1962
- Pingstkyrkan, Uppsala, 1962
- Kraftvärmeverket, Uppsala, 1964
- Johannelundsgården, seniorboende, 1966
- Celsiusskolan, Uppsala, 1963
- Prästgårdsängarna, Sigtuna, ca. 1967-1968
- Årstagården, seniorboende, Uppsala, 1968
- Mikaelskyrkans församlingshem, Uppsala, 1974
- Radhus i stadsdelen Eriksdal, Uppsala, 1975-1978
- Radhus på Övre Slottsgatan i Uppsala, 1979
- Servicehuset Ramund, Uppsala, 1979
- Geijersgården, Uppsala, restaurering efter eldsvåda, 1982
- Borgerskapets hus, seniorboende, Uppsala, 1989